# Le Val-Saint-Père
Le Val-Saint-Père is een gemeente in het Franse departement Manche (regio Normandië). De plaats maakt deel uit van het arrondissement Avranches. Le Val-Saint-Père telde op 1 januari 2022 1.914 inwoners.

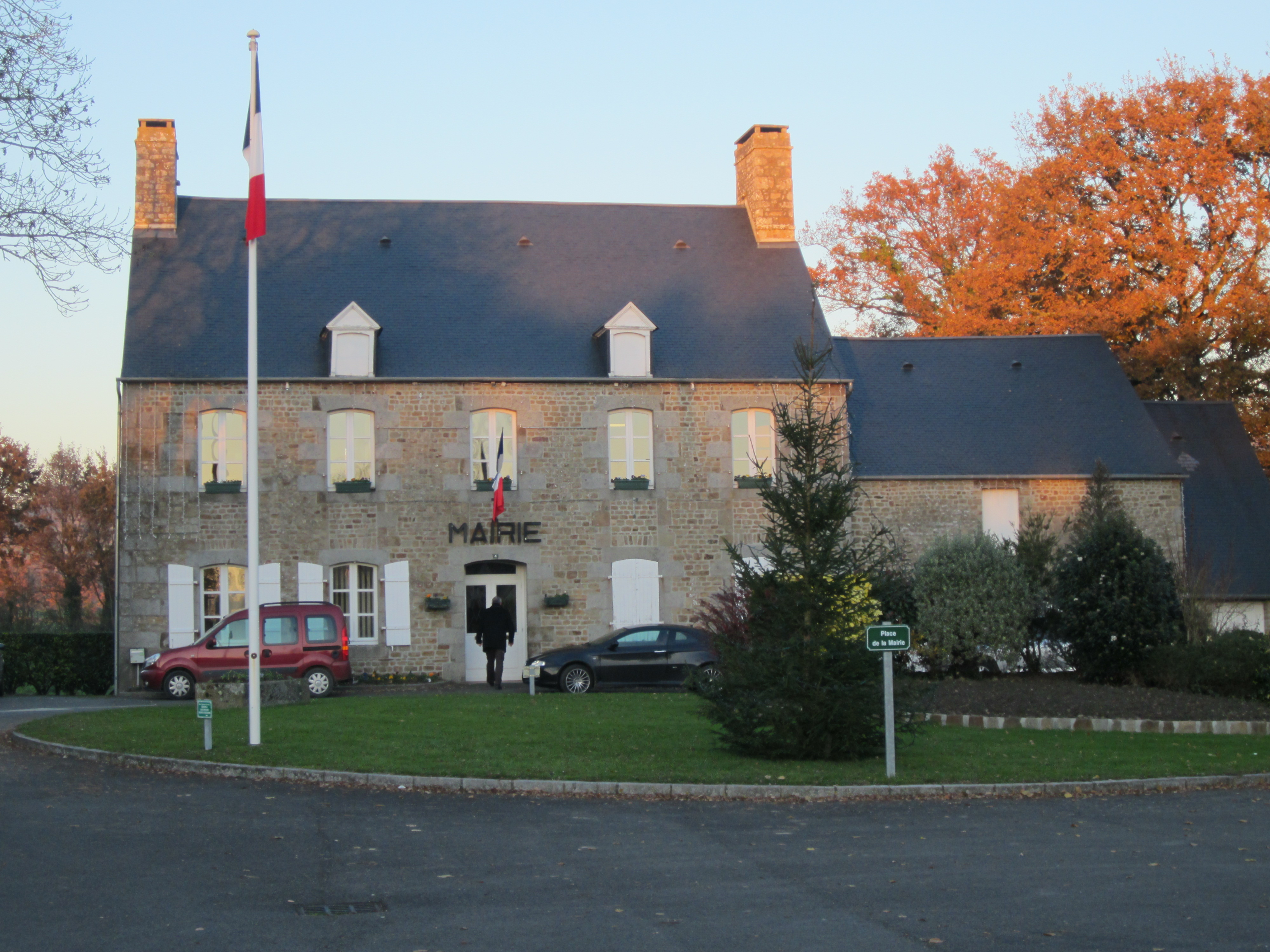
Gemeentehuis
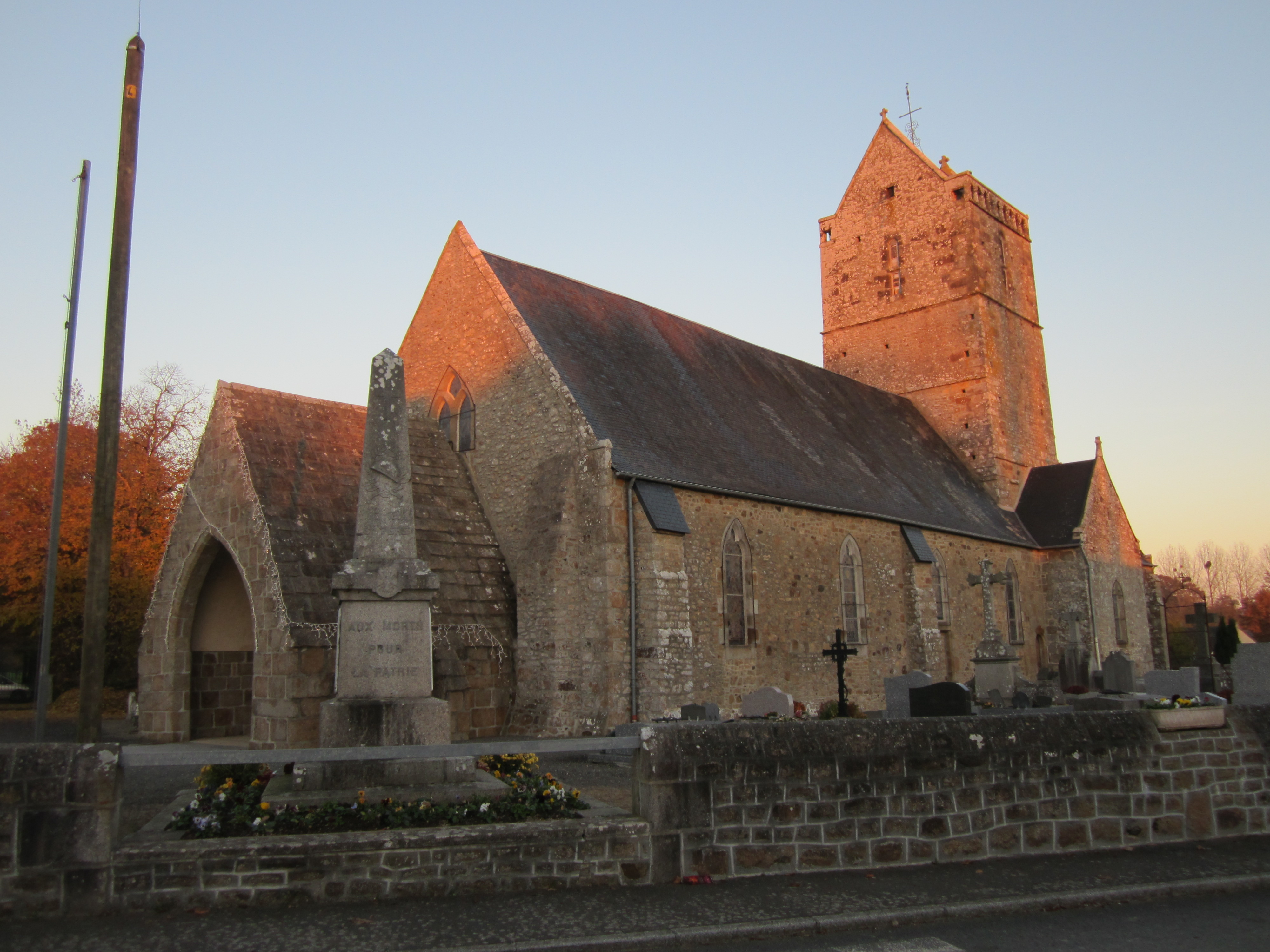
Kerk van St. Pierre

## Geografie
De oppervlakte van Le Val-Saint-Père bedroeg op 1 januari 2022 11,1 vierkante kilometer; de bevolkingsdichtheid was toen 172,4 inwoners per km².

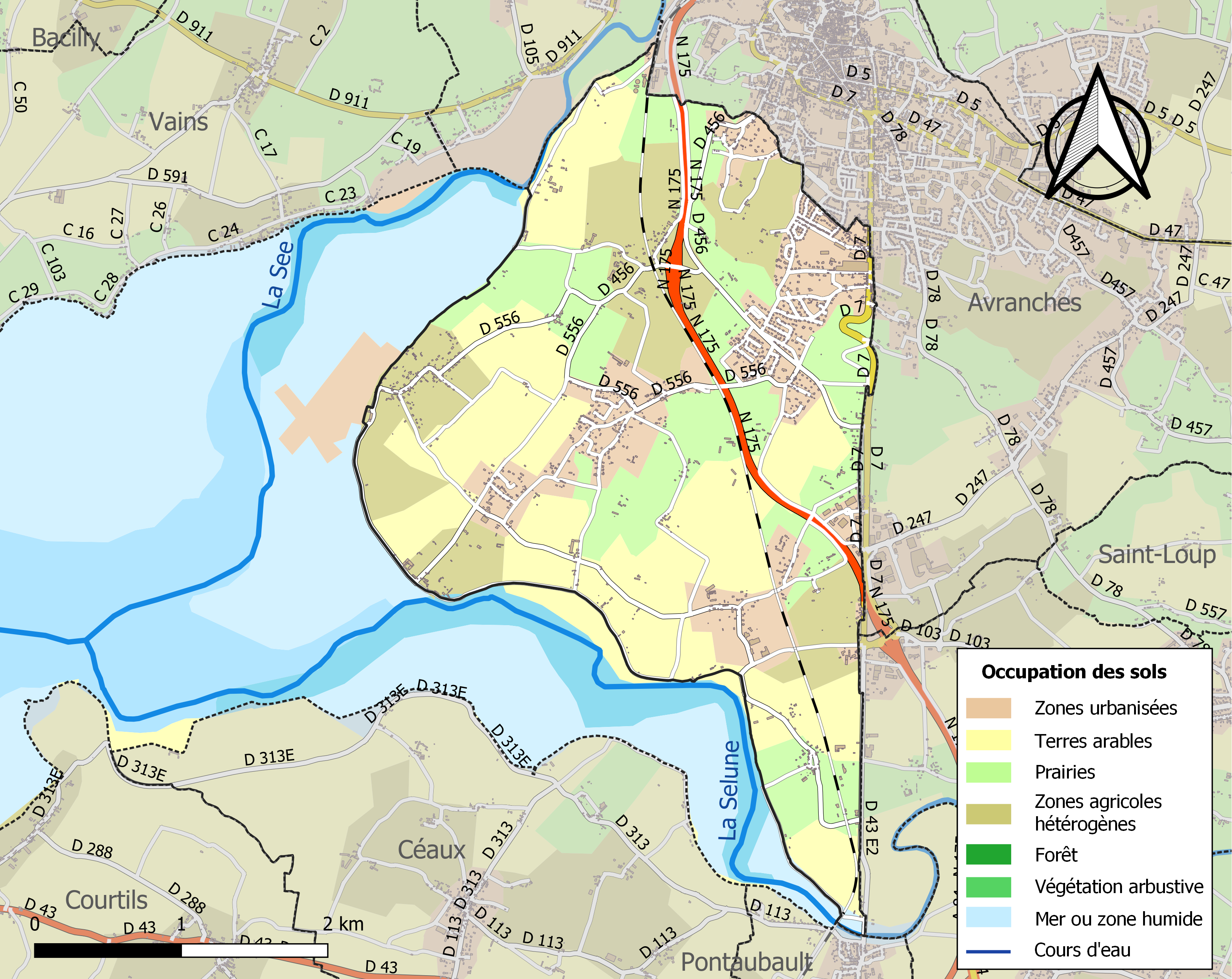
Kaart van de gemeente met de belangrijkste infrastructuur, bodemgebruik en omliggende gemeenten

## Demografie
Onderstaande figuur toont het verloop van het inwonertal (bron: INSEE-tellingen).